# Premio de Diseño Curry Stone
El Premio de Diseño Curry Stone es un premio  que otorga la Curry Stone Foundation a la excelencia innovadora en diseño humanitario desde 2008.

## Características
El Premio no tiene restricciones, y se entrega a diseñadores de todas las escalas, e incluye a aquellos relacionados con la arquitectura, la planificación urbana, el compromiso cívico, el diseño de productos y la promoción de patrimonio. El premio es otorgado anualmente, a entre uno y cinco ganadores. El Premio tiene la misión de “destacar, honrar, y recompensar proyectos que mejoren las condiciones cotidianas de las comunidades alrededor del mundo.”
Para ser considerado para el Premio, los postulantes deben ser nominados por una red de líderes en diseño humanitario y social. Los premios son otorgados por un jurado rotativo, el cual es seleccionado anualmente.  A la fecha, los jurados han incluido más de 200 referentes del mundo de diseño y líderes dentro del movimiento de diseño de interés público.

## Premiados
Desde 2008, 26 ganadores han sido seleccionados y  han recibido premios de hasta $100,000 USD.
En 2017, al cumplirse los 10 años de historia del premio se resolvió honrar a 100 diseñadores comprometidos con la sociedad, en lo que se ha denominado el Social Design Circle. Entre los premiados se encuentran Anne Lacaton y Philipe Vassal, Teddy Cruz, Al Borde, Giancarlo Mazzanti, Rural Studio, Ctrl+Z Arquitectura, Basurama y Ecosistema Urbano.
Los ganadores pasados han incluido:
| año  | ganadores                                                  |
| ---- | ---------------------------------------------------------- |
| 2016 | Society for the Promotion of Area Resource Centers (SPARC) |
| 2015 | Rural Urban Framework                                      |
| 2014 | Studios Kabako                                             |
|      | Proximity Designs                                          |
|      | Studio TAM/Emergency                                       |
| 2013 | Hunnarshala                                                |
|      | Architecture for Humanity                                  |
| 2012 | Liter of Light                                             |
|      | Riwaq Centre for Architectural Conservation                |
|      | Jeanne van Heeswijk                                        |
|      | Center for Urban Pedagogy                                  |
|      | MASS Design Group                                          |
| 2011 | Hsieh Ying Chun                                            |
|      | Atelier D’Architecture Autogeree                           |
|      | Frontline SMS                                              |
| 2010 | Maya Pedal                                                 |
|      | Sustainable Health Enterprises                             |
|      | Elemental                                                  |
| 2009 | Alejandro Echeverri y Sergio Fajardo                       |
|      | Transition Network                                         |
|      | Anna Heringer                                              |
| 2008 | Antonio Scarponi                                           |
|      | Shawn Frayne                                               |
|      | Luyanda Mpahlwa                                            |
|      | Marjetica Potrc                                            |
|      | Wes Janz                                                   |